# Albert Bijaoui
Pour les articles homonymes, voir Bijaoui.
Albert Bijaoui (né à Monastir en 1943) est un astronome français, ancien élève de l'École polytechnique (X 1962), renommé dans le traitement d'images en astrophysique et son application en cosmologie, il a ensuite préparé sa thèse de doctorat d'État à l’Observatoire de Paris, sous la direction d'André Lallemand. Il a soutenu sa thèse à l’Université Denis Diderot (Paris VII) en mars 1971. 
Il est membre correspondant de l'Académie des Sciences depuis 1997.

## Biographie
Stagiaire puis attaché de recherche au CNRS à l’Observatoire de Paris, puis à l’Observatoire de Nice, il est devenu astronome à l’Observatoire de Nice en 1972. Il est astronome honoraire l'Observatoire de la Côte d'Azur depuis 2015. Il a été directeur du Centre de Dépouillement des Clichés Astronomiques de l'Institut National d'Astronomie et de Géophysique entre 1973 et 1981. Il a été également directeur du laboratoire Cassiopée (UMR CNRS/OCA) entre 2004 et 2007. 
Il expérimente la caméra électronique d'André Lallemand en 1970 au télescope de 1,93 m à l'Observatoire de Haute-Provence.
L'astéroïde Bijaoui a été nommé en son honneur.

## Travaux scientifiques
Ses travaux de recherche ont porté sur  différents thèmes liés à l’imagerie astronomique. Pendant la préparation de sa thèse, il a contribué au développement de l’électronographie avec l’étude et l’interprétation des propriétés de la caméra électronique d'André Lallemand. Il s'est investi parallèlement dans son exploitation à des fins astrophysiques. Avec la création en 1973 du Centre de Dépouillement des Clichés Astronomiques à l'Observatoire de Nice, il s'est investi dans le développement de nouvelles méthodes d’analyse des données astrophysiques et dans la création de  logiciels permettant de les exploiter pour la collectivité des astronomes français,,. Un système d'analyse d'images astronomiques en a résulté. Il sera largement diffusé dans la  communauté astronomique. Avec la mise en service du télescope de Schmidt de l'INAG, sur le plateau de Calern, près de Caussols dans les Alpes-Maritimes, il s'est investi dans l'analyse des grandes images du ciel obtenues avec ce type d'instrument. L'exploitation des comptages de galaxies qui en a résulté l'a conduit à introduire l'utilisation de la transformation en ondelettes et de méthodes multiéchelles dans le traitement des données astronomiques ,,,,,,,,,,. Parallèlement, il a exploré l'application en astronomie de nombreuses méthodes d'analyse de données, comme l’analyse bayesienne,, la morphologie mathématique ou les méthodes de séparation aveugle de sources, l’analyse d’images multibandes. Ses derniers travaux ont concerné son implication dans la préparation de la mission astronomique de l’ESA Gaia. En particulier, il a mis au point des outils spécifiques pour la détermination des paramètres atmosphériques des étoiles à partir de leurs spectres, avec apprentissage à l'aide d'une grille de modèles,.
Ses travaux ont été appliqués à plusieurs domaines scientifiques en astrophysique, en observation de la Terre et en imagerie biologique et médicale.